# 格利博喬克 (別廖茲諾區)
50°46′56″N 27°3′40″E / 50.78222°N 27.06111°E
格利博喬克（烏克蘭語：Глибочок），是烏克蘭西北部的村莊，隸屬里夫內州的里夫內區。該村始建於1725年，面積0.61平方公里，海拔高度203米，2001年人口249，人口密度每平方公里408.2人。